# Gagik Ginosyan
 (juin 2025).
La mise en forme du texte ne suit pas les recommandations de Wikipédia : il faut le « wikifier ».
Les points d'amélioration suivants sont les cas les plus fréquents. Le détail des points à revoir est peut-être précisé sur la page de discussion.
- Les titres sont pré-formatés par le logiciel. Ils ne sont ni en capitales, ni en gras.
- Le texte ne doit pas être écrit en capitales (les noms de famille non plus), ni en gras, ni en italique, ni en « petit »…
- Le gras n'est utilisé que pour surligner le titre de l'article dans l'introduction, une seule fois.
- L'italique est rarement utilisé : mots en langue étrangère, titres d'œuvres, noms de bateaux, etc.
- Les citations ne sont pas en italique mais en corps de texte normal. Elles sont entourées par des guillemets français : « et ».
- Les listes à puces sont à éviter, des paragraphes rédigés étant largement préférés. Les tableaux sont à réserver à la présentation de données structurées (résultats, etc.).
- Les appels de note de bas de page (petits chiffres en exposant, introduits par l'outil «  Source ») sont à placer entre la fin de phrase et le point final[comme ça].
- Les liens internes (vers d'autres articles de Wikipédia) sont à choisir avec parcimonie. Créez des liens vers des articles approfondissant le sujet. Les termes génériques sans rapport avec le sujet sont à éviter, ainsi que les répétitions de liens vers un même terme.
- Les liens externes sont à placer uniquement dans une section « Liens externes », à la fin de l'article. Ces liens sont à choisir avec parcimonie suivant les règles définies. Si un lien sert de source à l'article, son insertion dans le texte est à faire par les notes de bas de page.
- La présentation des références doit suivre les conventions bibliographiques. Il est recommandé d'utiliser les modèles {{Ouvrage}}, {{Chapitre}}, {{Article}}, {{Lien web}} et/ou {{Bibliographie}}. Le mode d'édition visuel peut mettre en forme automatiquement les références.
- Insérer une infobox (cadre d'informations à droite) n'est pas obligatoire pour parachever la mise en page.

Pour une aide détaillée, merci de consulter Aide:Wikification.
Si vous pensez que ces points ont été résolus, vous pouvez retirer ce bandeau et améliorer la mise en forme d'un autre article.
 (juin 2025).
Si vous disposez d'ouvrages ou d'articles de référence ou si vous connaissez des sites web de qualité traitant du thème abordé ici, merci de compléter l'article en donnant les références utiles à sa vérifiabilité et en les liant à la section « Notes et références ».
Gagik Ginosian (en arménien : Գագիկ Գինոսյան), né le 3 août 1966 à Akhaltsikhé, République socialiste soviétique de Géorgie, et décédé le 6 février 2024, est un spécialiste des danses ethnographiques arméniennes, figure honorée de la culture de la République d’Arménie, personnalité publique, cybernéticien et ancien combattant de la guerre d'Artsakh.
La nation arménienne le considère comme étant le père des danses ethnographiques arméniennes. Il a répertorié de nombreuses danses arméniennes de différentes régions du plateau arménien. De par sa profession de cybernétique, il a su répertorier les danses ethnographiques arméniennes en les revitalisant et en les léguant aux générations futures. Figure honorée de la culture de la République d'Arménie, il est un vétéran de la première guerre d'Artsakh.

## Biographie

### Racines
Gagik Ginossian est originaire de la localité de Yeghegis, un petit bourg situé au nord-ouest de la ville arménienne historique de Karin, d'où est issue la lignée des Ginossian. Entre 1828 et 1830, sous la conduite de l’archevêque Karapet Bagratouni, environ 50 000 Arméniens ont émigré de Karin et de centaines de villages environnants pour s’installer dans les régions d’Akhalkalaki, Akhaltsikhé, Tsalka, Lori-Pambak et Choragyugh. Les anciens habitants de Yeghegis, y compris la famille Ginossian, se sont établis dans le village de Tsoughrout, dans la région d’Akhaltsikhé.

### Éducation
Gagik Ginossian est né le 3 août 1966 dans la ville arménienne d’Akhaltsikhé, en RSS de Géorgie, au sein d’une famille originaire de Karin.
De 1972 à 1982, il fréquente l’école secondaire arménienne n°3 d’Akhaltsikhé.
En 1982–1983, il travaille comme ouvrier à la colonne mécanisée mobile de la ville. La même année, il est admis à la faculté de cybernétique technique de l’Institut polytechnique d’Erevan, dans la section « Automatique et télémécanique », dont il est diplômé en 1990.
De 1985 à 1987, il effectue son service militaire dans l’armée soviétique, stationné dans la ville de Tchita, en Transbaïkalie.
En 1995–1996, il suit les cours supérieurs d’officier de l’école militaire « Vystrel » portant le nom du maréchal soviétique Chapochnikov, où il obtient la qualification de commandant de régiment et de brigade.

### Guerre d'Artsakh
En 1992, Gagik Ginossian rejoint le bataillon de kamikazes « Artsiv » (Aigle), au sein de l’unité secrète « X » dirigée par Alexandre Tamanian (fils).
Il participe à la guerre d’Artsakh, combattant dans le détachement « Armée de libération » sous le commandement de Léonid Azgaldian.
Après le cessez-le-feu, de 1994 à 1996, il sert en tant qu’officier dans les Forces armées de la République d’Arménie.
En 2020, il prend part aux opérations militaires en Artsakh dans le cadre de l’unité VOMA.
Gagik Ginossian est décédé le 6 février 2024.

## Travail
De 1990 à 1994, Gagik Ginossian travaille à l’Institut de physique d’Erevan.
De 1996 à 1999, il est directeur du bureau d’Erevan de la chaîne de télévision « Shant » de Gyumri.
De 2001 à 2008, il exerce comme instructeur militaire dans l’école secondaire n°131 de Erevan, portant le nom de Peyo Yavorov.
Pendant de nombreuses années, il danse au sein des ensembles de danse ethnographique "Van" et "Akunq", tout en menant une activité de collectage ethnographique des danses arméniennes du haut-plateau arménien.
En 2001, il fonde et dirige les ensembles de chant et de danse traditionnels « Tsovak » et « Karin », et restaure plus de vingt pièces chorégraphiques originaires de la région de Karin.
En 2007, il crée le Théâtre d’ethnographie et, avec le groupe « Karin », met en scène ses propres créations : « Le Père du chant arménien » (Հայոց երգի հայրիկը), « Patrie encensé » (Խնկահոտ Էրգիր), « La bienséance arménienne» (Վարք հայոց), « La Croix de Guerre » (Խաչ պատերազմի) », etc.
En 2008, en tant qu’expert en danse traditionnelle arménienne auprès de la Fondation éducative « Hay Aspet » (Chevalier arménien), il réalise le premier DVD pédagogique consacré à la danse arménienne, une première en Arménie.
De 2013 à 2024, il est l’auteur et l’animateur de l’émission « L’âme arménienne » sur la Radio d’information arménienne.
En 2015, il cofonde, en partenariat avec la Fondation éducative « Ayb », le Fonds culturel-éducatif de l’Académie nationale du chant et de la danse.
En 2016, il fonde le Centre scientifique de recherche sur la culture traditionnelle arménienne Karin.

## Activités culturelles

### Chant et danse traditionnels

#### Van et Akunq
À partir de 1987, Gagik Ginossian commence à danser dans l’ensemble ethnographique « Van », fondé par Hayrik Mouradyan. De 1987 à 2001, il participe à de nombreuses tournées à l’étranger dans le cadre des programmes de concerts des ensembles « Van », « Andovk » et « Akunk », remportant quatre prix lors de festivals internationaux. En 1996, il est primé dans deux festivals en Italie (Licata – 3ème festival international – et Pietraperzia), puis en 1999 au 5ème festival international « Catalina » (Roumanie) et au 2ème festival international de Karlovac (Croatie), organisé sous l’égide de l’UNESCO.

#### Tsovak et Karin
En 2001, Gagik Ginossian fonde les ensembles traditionnels de chant et de danse « Tsovak » et « Karin ».
L'ensemble de chant et de danse traditionnels « Karin » a reçu de nombreux certificats et récompenses, participant à de nombreux concours, festivals et projets télévisés. Parallèlement à tout cela, il a donné des concerts sur le territoire arménien et dans la diaspora, effectuant un travail de collecte de folklore. Depuis 2024, la directrice artistique du groupe est Ani Ginosyan, le directeur musical est Manvel Shakhkyan, la cheffe d'orchestre est Zhanna Davtyan et le chorégraphe est Abel Matevosyan.Depuis 2024, la direction artistique de l’ensemble « Karin » est assurée par Ani Ginossian, la direction musicale par Manvel Shakhkyan, la direction chorale par Zhanna Davtyan, et les chorégraphies sont supervisées par Abel Matevosyan.
En 2011, sous la direction de Gagik Ginossian, l’ensemble « Karin » représente l’Arménie au 14ème concours mondial des danses nationales organisé en Espagne depuis 1985. Il y remporte la première place dans la catégorie danse, ainsi que la troisième place pour l’accompagnement musical. Pour cette performance, le ministère de la Culture de la République d’Arménie lui décerne la Médaille d’or du ministère, saluant sa « contribution significative au développement et à la diffusion de la danse traditionnelle arménienne ».
En 2012, avec le groupe « Tsovak » composé d’enfants et d’adolescents, il remporte la troisième place au concours international des danses traditionnelles organisé par le président du Turkménistan.
Depuis 2005, chaque dernier vendredi du mois, Gagik Ginossian organise à Erevan des cours publics de danses arméniennes intitulés « Nos danses et nous » avec l’ensemble Karin, rassemblant des milliers de participants. En été, ces cours ont lieu en plein air près du complexe de la Cascade, tandis qu’en hiver, ils sont organisés dans les locaux du Centre culturel Narekatsi.

## Préoccupations et recherches
Ayant été formé pendant de nombreuses années auprès de Hayrik Mouradyan, Gagik Ginossian prend progressivement conscience de l'absence quasi totale de danses ethnographiques dans plusieurs régions d’Arménie, en particulier celles de Karin, Akhaltsikhé et Akhalkalaki. Cette inquiétude le poursuit depuis ses années d’étudiant, comme en témoigne un de ses poèmes en prose :

« Je crains, je crains profondément que la danse ne devienne un langage mort comme le grabar. »

S’appuyant sur les travaux de Komitas, de l’ethnographe Srbuhi Lisitsian et du chorégraphe Vahram Aristakesyan, Ginossian s’oriente vers le travail de collectage ethnographique, qu’il privilégie désormais à l’activité purement scénique. Dans ce cadre, il parcourt de nombreux villages d’Arménie pour documenter, transcrire et préserver les danses traditionnelles en voie de disparition. Au fil de ses recherches, Gagik Ginossian collecte et décrit plus de 600 danses issues du patrimoine immatériel arménien.
En 2016, il publie deux monographies scientifiques importantes : « L’héritage chorégraphique de Komitas » et « La kinétographie de Srbuhi Lisitsian et les problématiques actuelles de la danse traditionnelle arménienne ». Ces travaux soulignent sa volonté de fonder la renaissance de la danse arménienne sur une base rigoureuse, à la fois académique et populaire.

## Le logiciel «Kaqavagir» pour la notation chorégraphique

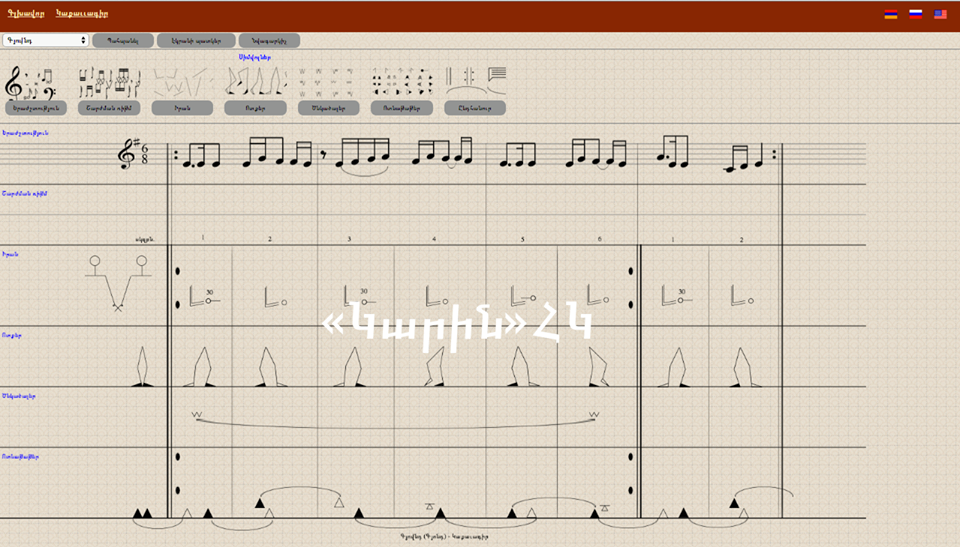
Le logiciel « Kaqavagir » pour la notation chorégraphique

En collaboration avec la société Instigate, Gagik Ginossian a conçu entre 2013 et 2014 un programme informatique destiné à la transcription des mouvements dansés, fondé sur le système de kinétographie élaboré dès les années 1940 par Srbuhi Lisitsian. Ce logiciel, baptisé « Kaqavagir », permet la notation numérique précise des danses traditionnelles. Aujourd’hui, le traitement et la saisie informatique des partitions de danse selon le système Kakavakagir sont poursuivis avec succès par les élèves du club de projet « Kakavakagir » de l’École AYB, contribuant à la préservation et à la diffusion scientifique du patrimoine chorégraphique arménien.

## Théâtre d’Ethnographie
En 2007, Gagik Ginossian fonde le Théâtre d’Ethnographie, dans le but de faire revivre la culture arménienne par l’art scénique. Avec l’ensemble de chant et de danse traditionnels « Karin », qu’il dirige, il met en scène plusieurs spectacles dont il est l’auteur :
- « Le Père du chant arménien », dédié à Hayrik Mouradyan,
- « Patrie encensé »,
- « La bienséance arménienne », monté en 2009 avec le soutien du Ministère arménien de la Culture,
- En 2014, il met en scène « Croix de guerre»,
- En 2019, à l’occasion du 150ème anniversaire de Komitas, il crée le spectacle « Échos de mariage », inspiré du poème «     Le clocher insonore » de Paruyr Sévak.

## Contributions
Gagik Ginossian est l’auteur du film musical « Pèlerinage en chant », ainsi que du clip vidéo « Les Braves de Sassoun ».
En 2009, il écrit et réalise le film « Renaissance de la foi ».
Il est également l’auteur du scénario du documentaire « D’Ararat à l’Europe ».
En 2014, il conçoit le programme de l’enseignement scolaire de la matière « Chant et danse traditionnels arméniens », désormais intégrée dans de nombreuses écoles publiques d’Arménie.
Il est aussi co-auteur de la série télévisée pédagogique de danses traditionnelles « Épaule contre épaule », diffusée sur la Télévision publique d’Arménie.
Avec l’ensemble Karin, il entreprend un événement sans précédent dans la culture arménienne contemporaine : un défilé de danses guerrières intitulé « Ils dansaient comme ils combattaient, et combattaient comme ils dansaient ».

### Fondation de l’«Académie nationale de chant et de danse»
Souhaitant préserver, enrichir et diffuser le patrimoine des chants et danses traditionnels arméniens, tout en les réintégrant dans la vie quotidienne comme éléments vivants de la culture, et en stimulant ainsi le développement de la conscience nationale, la fondation éducative Ayb et Gagik Ginossian, fondateur et directeur artistique de l’ensemble Karin, ont créé en 2015 la Fondation éducative et culturelle de l’Académie nationale de chant et de danse.
L’Académie nationale de chant et de danse se consacre à la préservation des chants et danses traditionnels, à la recherche scientifique, à leur diffusion publique, à l’élaboration de programmes éducatifs et à l’enseignement de la danse.
L’académie articule son action autour de quatre axes principaux :
- l'éducation,
- les danses guerrières,
- la culture,
- la recherche scientifique.

Il a mené un travail de fond dans tout le pays et obtenu des résultats tangibles. L’un des accomplissements majeurs est l’introduction de la matière « Chants et danses traditionnels » dans les écoles. En 2016, un protocole d’accord a été signé avec le Ministère arménien de l’Éducation, de la Science, de la Culture et des Sports, reconnaissant l’académie comme structure de référence nationale dans le domaine.
La matière est aujourd’hui enseignée dans environ la moitié des écoles publiques d’Arménie, par des enseignants issus de diverses disciplines, formés à cet effet.
Centre scientifique de recherche sur la culture traditionnelle arménienne « KARIN »
Considérant qu’il est essentiel de préserver et transmettre la culture traditionnelle arménienne de manière rigoureuse, Gagik Ginossian a fondé, au sein de l’académie, un centre scientifique de recherche portant le nom de « Karin ».
Ce centre repose sur le vaste travail de collecte ethnographique réalisé par Ginossian pendant des décennies, incluant des centaines d’heures de vidéos, d’enregistrements audio et de notes documentant chants, danses, rituels et chants dansés, tant anciens qu’inédits.
Le centre ambitionne notamment de créer un Corpus national des danses arméniennes (« Paradaran »), d’organiser des conférences scientifiques, et de poursuivre ses activités de collecte et de recherche ethnographique en Arménie et dans la diaspora.

## Œuvres
En 2006, Gagik Ginosyan a publié son livre intitulé « Salut, les gars ! », qui regroupe ses poèmes en prose, ses aphorismes, ainsi que ses articles et textes de presse consacrés à la guerre d'Artsakh.

## Distinctions et récompenses
Au fil des années, Gagik Ginosyan a été décoré de nombreuses médailles d’État, ministérielles et autres distinctions en Arménie.
- 1997 – Médaille commémorative « Aigles Kamikazes », par décret du ministre arménien de la Défense, Vazgen Sargsyan
- 1998 – Médaille « Pour bravoure » de la République d’Arménie, par décret du Président Robert Kotcharian
- 2000 – 1er prix du concours littéraire national des jeunes créateurs nommé d’après Avetik Issahakyan
- 2005 – Médaille commémorative « Défenseur de l’Arménie »
- 2007 – Ordre « Vazgen Sargsyan » de l’Union des Kamikazes « Aigle »
- 2007 – Ordre « Pour services rendus » de l’Organisation des anciens combattants
- 2008 – Médaille « Vazgen Sargsyan » du ministère de la Défense de la RA
- 2011 – Titre honorifique d’Artiste émérite de la culture arménienne
- 2011 – Médaille d’or suprême du ministère de la Culture de la RA
- 2012 – Médaille « Service de combat » de la République d’Artsakh
- 2012 – Médaille « Gareguin Njdeh »
- 2012 – Médaille commémorative « 20 ans des Forces armées de la République d’Arménie »
- 2013 – Médaille « Personnalité d’honneur de la culture de la ville d’Erevan »
- 2015 – Médaille « Gratitude »